# 파르므의 승원

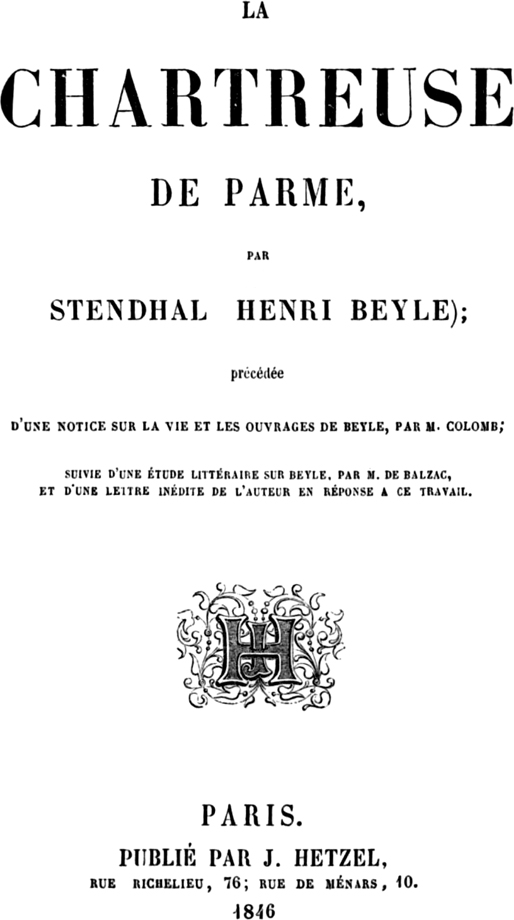

《파르므의 승원》(La Chartreuse de Parme)은 1839년 출판된 스탕달의 장편소설이다.
16세기 이탈리아 고서(古書)를 골자로 하여 겨우 2개월 만에 써버린 작자 원숙기의 작품이다. 발자크가 격찬하여 스탕달이 생전에 인정을 받았던 유일한 작품으로 유명하다.
나폴레옹을 동경한 대귀족의 아들 파브리스는 워털루 전투에 참가한 때문에 음모의 와중에 휩쓸린다. 그를 돕는 정열적인 상세베리나 공작 부인과, 기지에 찬 그의 여인 모스카 백작, 파브리스를 사랑하는 수줍고 상냥한 크레리아 등 네 사람에게 던져진 전제정치의 어두운 그림자를 그렸다. 결투, 탈옥, 독살의 여러 사건이 전개된 뒤에 파브리스의 아들을 잃은 크레리아는 절망으로 죽고 파브리스는 수도원으로 들어간다.
작가가 소설에 몇 번이나 테마로 한 나폴레옹 몰락 이후의 사회에 있어서 인간의 생존방식을 여기에서도 문제삼고 있다. 그러나 모두가 희가극(喜歌劇)류의 풍자와 애수를 띠고 진행되어 <적과 흑>처럼 우울하지는 않다. 작자는 파브리스의 천진난만 속에 그렇게 되기를 바래 왔던 자신의 모습을 몽상하고 크레리아에게 이상적 애인의 영상을 그려보려고 했던 것이다. ‘행복의 추구’가 이 작품의 중심 테마라 하겠으며 다시 읽고 또 읽음으로 하여 더욱 흥미가 일어나는 명작이다. 더욱이 워털루 전투 묘사는 톨스토이의 <전쟁과 평화>에도 영향을 끼쳤다고 한다.